# Leitza
Leitza en basque ou Leiza en espagnol est une ville et une municipalité de la Communauté forale de Navarre (Espagne).
Elle est située dans la zone bascophone de la province où la langue basque est coofficielle avec l'espagnol.

## Géographie
Leitza se situe dans la vallée de Leitzaran où passe la rivière du même nom.

## Localités limitrophes
Goizueta au nord, Larraun au sud, Ezkurra à l'est et Areso et Berastegi (Guipuscoa) à l'ouest.

## Division linguistique
En 2011, 83.2% de la population de Leitza avait le basque comme langue maternelle. La population totale située dans la zone bascophone en 2018, comprenant 64 municipalités dont Leitza, était bilingue à 60.8%, à cela s'ajoute 10.7% de bilingues réceptifs.

### Droit
En accord avec Loi forale 18/1986 du 15 décembre sur le basque, la Navarre est linguistiquement divisée en trois zones. Cette municipalité fait partie de la zone bascophone où l'utilisation du basque y est majoritaire. Le basque et le castillan sont utilisés dans d'administration publique, les médias, les manifestations culturelles et en éducation cependant l'usage du basque y est courant et encouragé le plus souvent.

## Démographie
| Évolution démographique entre 1897 et 2020 | Évolution démographique entre 1897 et 2020 | Évolution démographique entre 1897 et 2020 | Évolution démographique entre 1897 et 2020 | Évolution démographique entre 1897 et 2020 | Évolution démographique entre 1897 et 2020 | Évolution démographique entre 1897 et 2020 | Évolution démographique entre 1897 et 2020 | Évolution démographique entre 1897 et 2020 | Évolution démographique entre 1897 et 2020 | Évolution démographique entre 1897 et 2020 | Évolution démographique entre 1897 et 2020 | Évolution démographique entre 1897 et 2020 | Évolution démographique entre 1897 et 2020 |
| 1897                                       | 1900                                       | 1920                                       | 1930                                       | 1950                                       | 1960                                       | 1970                                       | 1975                                       | 1981                                       | 1991                                       | 2001                                       | 2011                                       | 2020                                       |                                            |
| ------------------------------------------ | ------------------------------------------ | ------------------------------------------ | ------------------------------------------ | ------------------------------------------ | ------------------------------------------ | ------------------------------------------ | ------------------------------------------ | ------------------------------------------ | ------------------------------------------ | ------------------------------------------ | ------------------------------------------ | ------------------------------------------ | ------------------------------------------ |
| 1.423                                      | 1.426                                      | 1.705                                      | 1.656                                      | 1.679                                      | 1.626                                      | 2.623                                      | 3.191                                      | 3.262                                      | 3.161                                      | 2.935                                      | 2.953                                      | 2.965                                      |                                            |
| Sources : Wikipédia en espagnol.           |                                            |                                            |                                            |                                            |                                            |                                            |                                            |                                            |                                            |                                            |                                            |                                            |                                            |

## Patrimoine

### Patrimoine civil

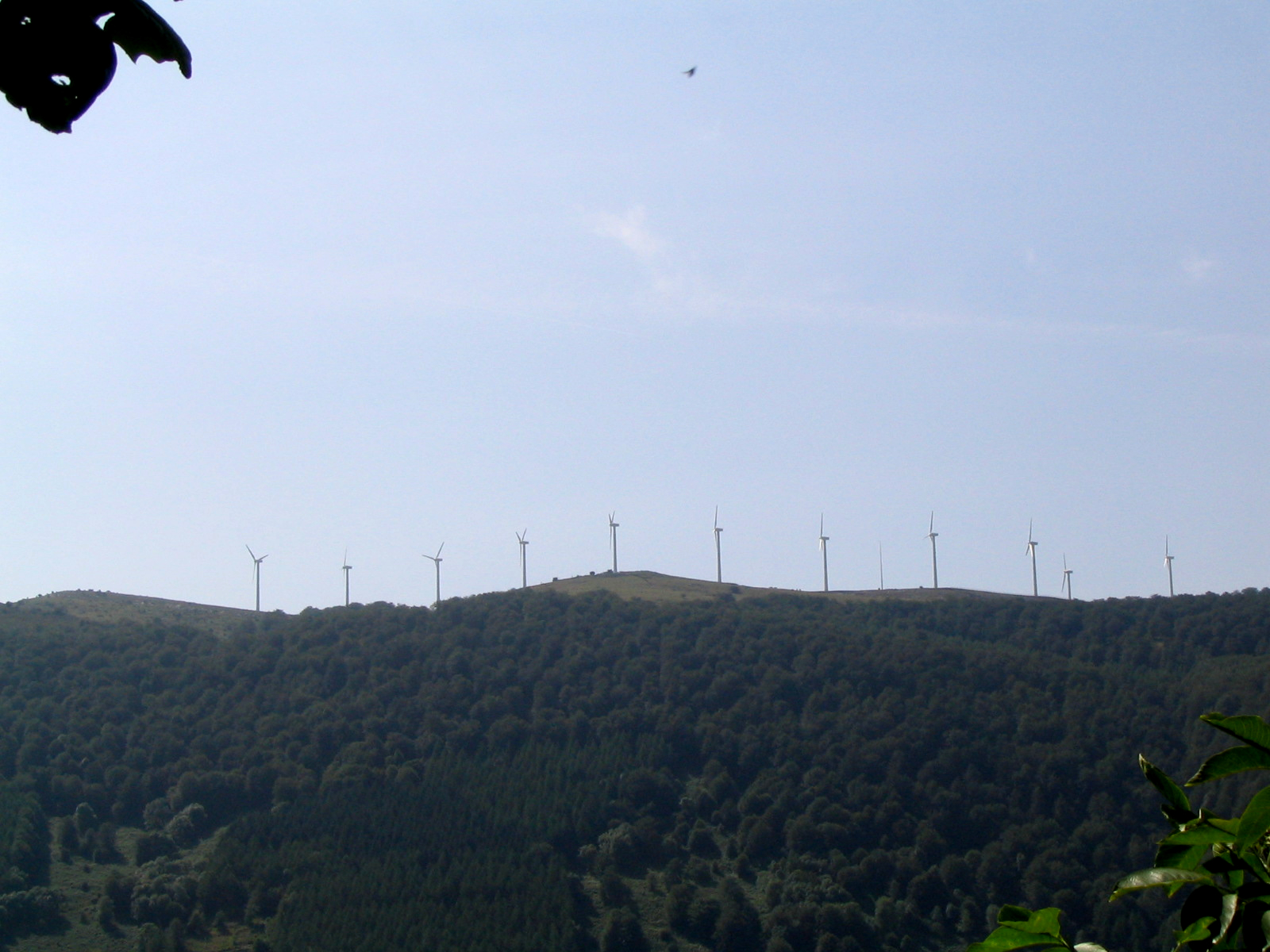
Éoliennes sur les hauteurs de Leitza.
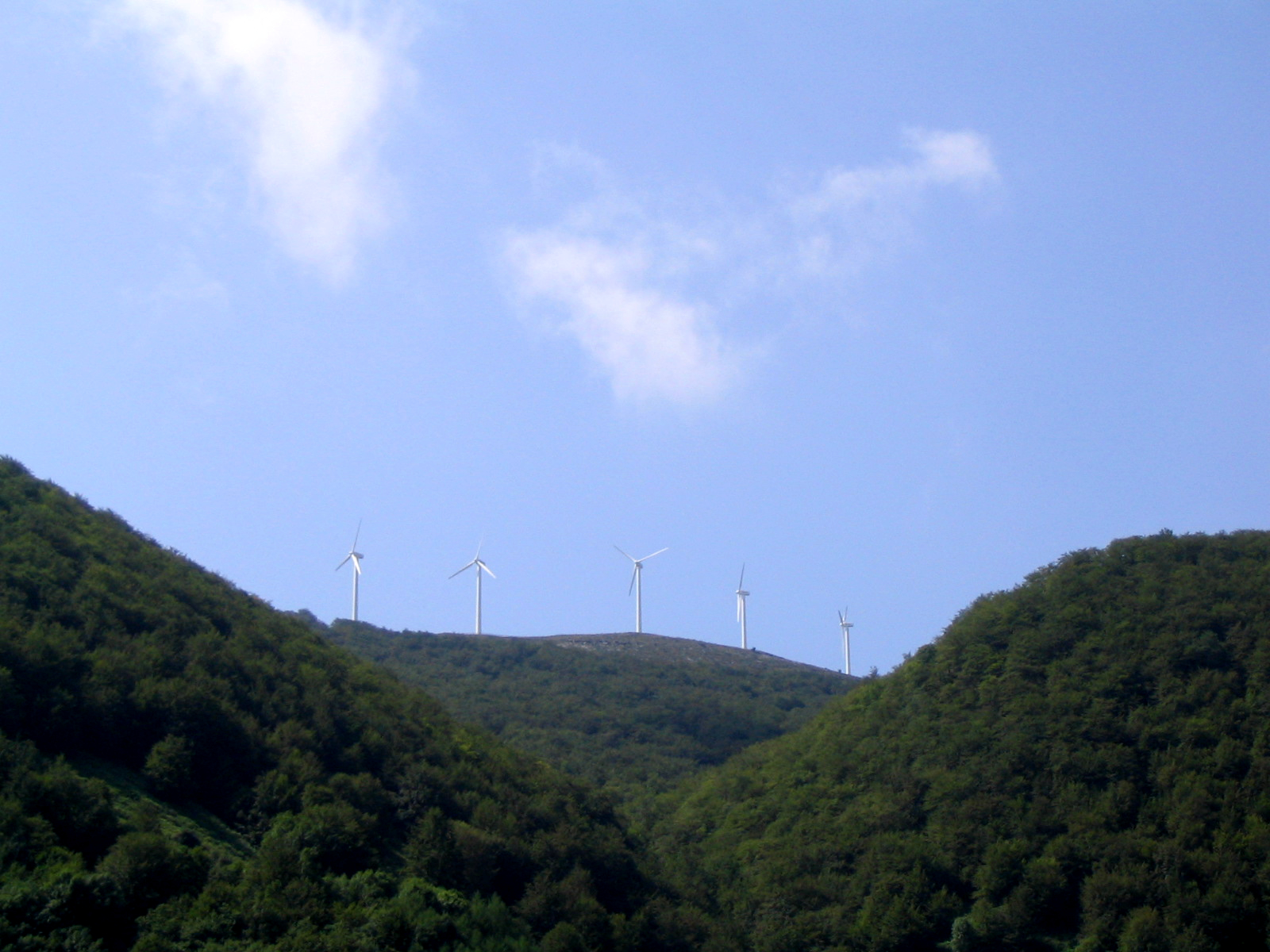
Éoliennes sur les hauteurs de Leitza.
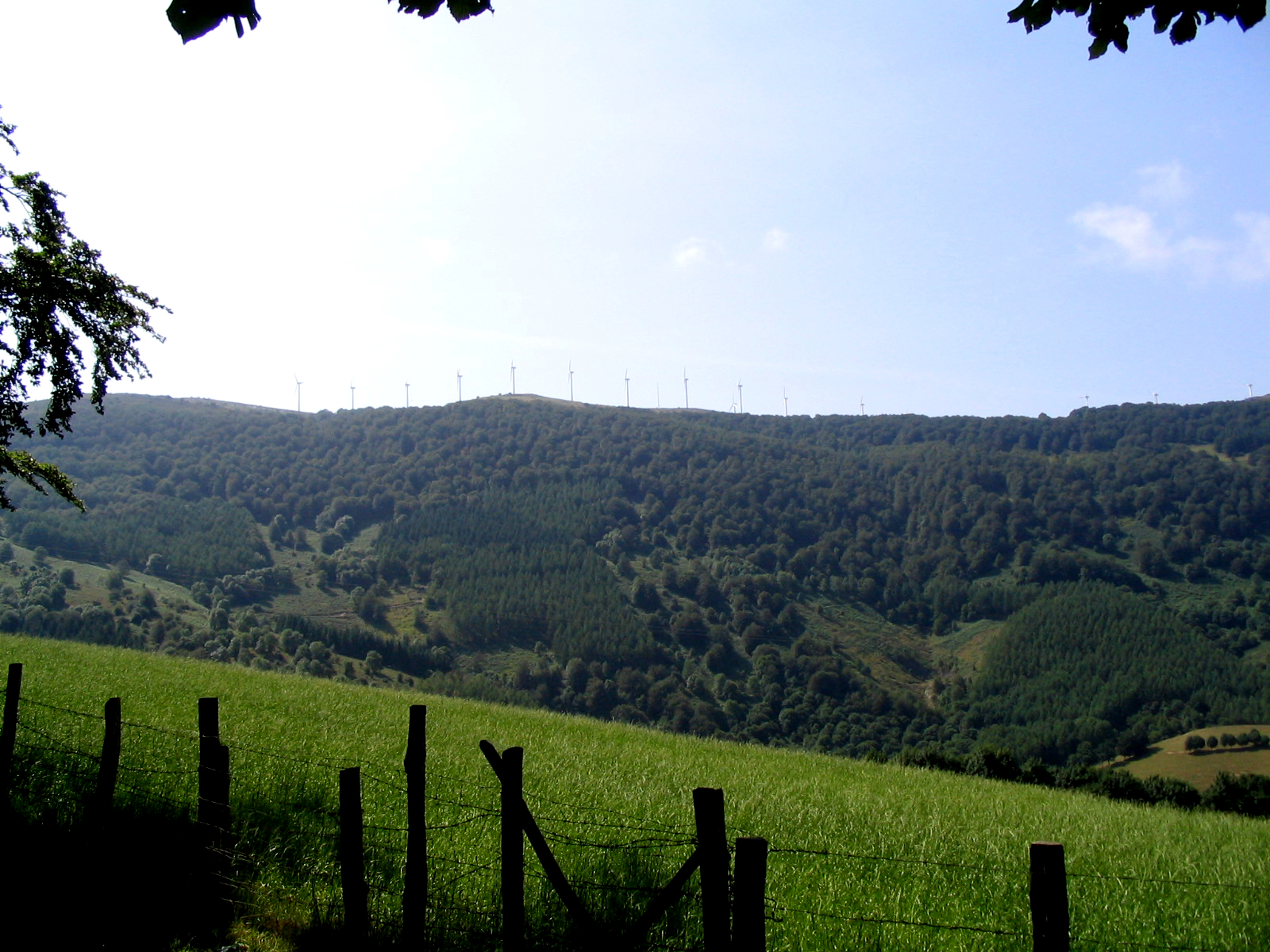
Éoliennes sur les hauteurs de Leitza.

## Personnalités
- Manuel Lasarte, écrivain
- Iñaki Zabaleta, écrivain
- Miguel Saralegi, sportif (harrijasotzailea) leveur de pierre dans les concours de force basque
- Iñaki Perurena, sportif (harrijasotzailea) leveur de pierre dans les concours de force basque et acteur
- Abel Barriola, sportif (pelotari)
- Oinatz Bengoetxea, sportif (pelotari)
- Patxi Zabaleta, politique, fondateur de Aralar

### Sources
- (es) Cet article est partiellement ou en totalité issu de l’article de Wikipédia en espagnol intitulé « Leiza » (voir la liste des auteurs).